# FC Sportul Studențesc București
A Sportul Studențesc egy román labdarúgócsapat.
A csapat az 1985–86-os bajnokságban második helyezést ért el, ez követően az UEFA-kupa 1986–87-es kiírásában részt vehetett, ahol a második fordulóig jutott.

## Sikerei

### Román bajnokságok
Liga I
- Ezüstérmes (1):1985–86

Román kupa
- Ezüstérmes (3):1938–39, 1942–43, 1978–79

## Fordítás
- Ez a szócikk részben vagy egészben  a   FC Sportul Studențesc București című angol Wikipédia-szócikk fordításán alapul.  Az eredeti cikk szerkesztőit annak laptörténete sorolja fel. Ez a jelzés csupán a megfogalmazás eredetét és a szerzői jogokat jelzi, nem szolgál a cikkben szereplő információk forrásmegjelöléseként.